# Ariel Salleh
 (avril 2019).
Ariel Salleh est une sociologue australienne étudiant principalement l'écopsychologie, les mouvements sociaux et l'écoféminisme. 
Contrairement aux écoféminismes idéalistes issus de la philosophie et des cultural studies, l'analyse de Salleh est proche de celle de ses collègues sociologues Maria Mies en Allemagne et Mary Mellor au Royaume-Uni. Le travail de reproduction et la valeur d'usage en sont des thèmes centraux. Son propre matérialisme corporel aborde la résistance à la mondialisation par le biais du mouvement de mouvements, introduisant le terme de travail méta-industriel pour intégrer la politique en faveur des peuples autochtones, des paysans, des femmes et des ouvriers sous la bannière de l'écologie. 
Son livre Ecofeminism as Politics: Nature, Marx and postmodern décrit la portée d'un écoféminisme matérialiste, proposant une analyse transdisciplinaire des racines incarnées de la mondialisation patriarcale capitaliste. Le livre est l'une des premières déclarations écosocialistes. Salleh retrace les effets de ce qu'elle considère comme la contradiction originaire : le renouvellement des ressources économiques du travail (les corps des femmes en premier lieu) « en tant que nature » et l'idéologie eurocentrique de « l'humanité contre la nature » utilisée pour justifier cette exploitation systémique. 
Salleh illustre l'argument marxiste selon lequel la pratique de terrain est essentielle à la théorie politique enracinée. Elle a siégé au mouvement contre les mines d’uranium à Sydney en 1976 et a contribué à la fondation des Verts en 1985. Elle a travaillé au Sommet de la Terre de 1992 avec la Women's Environment & Development Organization (en), sur les luttes d'accaparement local au milieu des années 1990, et de 2001 à 2004, elle a agi en qualité d'écologiste et de critique auprès du comité d'éthique des technologies du gouvernement fédéral australien. 
Ariel Salleh travaille au dialogue entre les partisans de la politique écoféministe et écosocialiste, dont elle traite à travers ses écrits depuis de début des années 1980. En ce sens, elle a été l'une des premières signataires du manifeste écosocialiste de 2001. Ses études, critiques vis-à-vis de la pensée écologique, l’éthique environnementale et l’écopolitique, couvrent une centaine d’articles et de chapitres. Elle donne des conférences sur l'écoféminisme  à l'international. 

## Œuvres
- 2015 : avec James Goodman et Hamed Hosseini, From Sociological Imagination to Ecological Imagination in Jonathan Marshall et Linda Connor (eds.), Environmental Change and the World's Futures: Ecologies, Ontologies, Mythologies, Londres : Routledge.
- 2015 : Neoliberalism, Scientism, and Earth System Governance in Raymond Bryant (ed.), International Handbook of Political Ecology, Cheltenham: Elgar.
- 2015 : Ecofeminism and the Politics of Reproduction in Brigitte Aulenbacher, Birgit Riegraf, Susanne Völker (eds.), Feministische Kapitalismuskritik, Einstiege in bedeutende Forschungsfelder mit einem Interview mit Ariel Salleh, Munster, Westfälisches: Dampfboot.
- 2011 : The Value of a Synergistic Economy in Anitra Nelson et Frans Timmerman (eds.), Life Without Money: Building Fair and Sustainable Economies, Londres, Pluto Press.
- 2010 : How the Ecological Footprint is Sex-Gendered: Implications for an eco-socialist theory and praxis in Qingzhi Huan (ed.), Eco-Socialism as Politics, Dordrecht : Springer.
- 2006 : Social Ecology and the Man Question in Piers Stephens, John Barry et Andrew Dobson (eds.), Contemporary Environmental Politics, Londres : Routledge.
- 2005 : Deeper than Deep Ecology in Baird Callicott et Clare Palmer (eds.), Environmental Philosophy, Vols. 1-5, Londres: Routledge.
- 2005 : Class, Race, and Gender Discourse in the Ecofeminism/Deep Ecology Debate in Linda Kalof et Terre Satterfield (eds.), Environmental Values, Londres: Earthscan.
- 2004 : Global Alternatives and the Meta-Industrial Class in Robert Albritton et al. (eds.), New Socialisms: Futures Beyond Globalization, New York: Routledge.
- 2001 : Ecofeminism in Victor Taylor et Charles Winquist (eds.), The Postmodern Encyclopaedia, Londres: Routledge.
- 2001 : Interview with Maria Mies: Women, Nature, and the International Division of Labour, in Veronika Bennoldt-Thomsen et al. (eds.), There Is An Alternative, Londres: Zed Books.
- 1997 : Ecofeminism as Politics: Nature, Marx and the Postmodern, Londres: Zed Books and New York: St Martins Press.
- 1994 : Nature, Woman, Labor, Capital in Martin O'Connor (ed.), Is Capitalism Sustainable?, New York: Guilford.